# 乃木坂46的All Night Nippon
乃木坂46的All Night Nippon（日语：／ nogizaka fōtīshikkusu no ōru naito nippon */?）是自2019年4月3日起於每週三25:00-27:00（即週四1:00-3:00；日本标准时间）在日本放送播出的深夜广播节目，為日本女子偶像團體乃木坂46的冠名廣播節目。該節目採取一位成員擔任常規主持人、其他成員每集輪替演出的方式進行，節目開播至2022年2月8日的常規主持人為新內真衣，2022年2月15日起由久保史緒里接棒。

## 概要
本节目接档《AKB48的All Night Nippon》，過往曾做為《AKB48的All Night Nippon》的單發特別節目播出多次，直接前身则是自2016年3月30日以来已播出三年的《乃木坂46 新內真衣的All Night Nippon 0(ZERO)》；相對於前述節目的播出時段——平日27:00-28:30，新的播出時段——平日25:00-27:00是日本放送《All Night Nippon》系列節目的主力時段，因此可說是前述節目的「升格」。主持人仍然由新内真衣擔當，部分單元也延續使用，但播出时间较以往提前，时长也由90分钟延长至120分钟。此外，本節目自開播至2022年春季改編期為止，與《AKB48的All Night Nippon》同樣在SHOWROOM上進行棚內的即時直播，並在節目播出前有「超直前特集」的SHOWROOM特別直播。
本節目原定於2020年3月7日在東京代代木第一體育館舉辦乃木坂46第2期生（新內的出身期別）的特別公演，因新型冠狀病毒（Covid-19）疫情被迫取消，改為當日在SHOROOOM上推出特別直播節目「乃木坂46 幻之2期生公演@SHOWROOM」。
關於本節目過往做為特別節目時的單回播出各集，请参考乃木坂46演出列表。

## 出演者
- 乃木坂46

### 新內主持時期
- 主要主持人[註 1] → 常規主持人[註 2]：新内真衣[6]
  - 開播之初，固定出演者僅有新内一人（主要主持人名義），其他成員為不定期出演；2020年4月改編期（日语：改編期）起，調整為每集基本由新内（常規主持人名義）搭配一至多名成員共同出演[註 3]。
    - 2019年4月19日（18日深夜） - 秋元真夏、中田花奈
    - 2019年5月23日（22日深夜） - 伊藤卡琳、齊藤優里
    - 2019年5月30日（29日深夜） - 高山一實、與田祐希
    - 2019年6月13日（12日深夜） - 櫻井玲香、佐藤楓
    - 2019年7月4日（3日深夜） - 和田真彩
    - 2019年8月15日（14日深夜） - 秋元真夏
    - 2019年8月29日（28日深夜） - 櫻井玲香、松村沙友理
    - 2019年9月5日（4日深夜） - 生田繪梨花
    - 2019年10月10日（9日深夜） - 梅澤美波、大園桃子
    - 2019年10月17日（16日深夜） - 特備節目[註 4] / 坂道集團的All Night Nippon（坂道グループのオールナイトニッポン）：北野日奈子、尾關梨香（櫸坂46）、土生瑞穗（櫸坂46）、佐佐木久美（日向坂46）、松田好花（日向坂46）[7]
    - 2019年10月24日（23日深夜） - OG出演特集[註 5]：相樂伊織[註 6]、衛藤美彩、齊藤優里、西野七瀨[註 6]、伊藤卡琳（代理主持）、若月佑美、伊藤萬理華[8]
    - 2019年11月28日（27日深夜） - 堀未央奈、北野日奈子
    - 2019年12月12日（11日深夜） - 2期生出演特集：伊藤純奈、堀未央奈[註 7]、北野日奈子、渡邊米麗愛、鈴木絢音、寺田蘭世、山崎怜奈、佐佐木琴子
    - 2020年1月16日（15日深夜） - 鈴木絢音
    - 2020年2月6日（5日深夜） - 佐佐木琴子、寺田蘭世
    - 2020年2月13日（12日深夜） - 伊藤純奈、山崎怜奈
    - 2020年2月20日（19日深夜） - 中田花奈、梅澤美波、田村真佑
    - 2020年2月27日（26日深夜） - 渡邊米麗愛、鈴木絢音
    - 2020年3月5日（4日深夜） - 堀未央奈[註 8]
    - 2020年3月26日（25日深夜） - 松村沙友理
    - 2020年4月2日（1日深夜） - 久保史緒里
    - 2020年4月9日（8日深夜） - 秋元真夏[註 9]
    - 2020年4月16日（15日深夜） - 金川紗耶[註 9]
    - 2020年4月23日（22日深夜） - 松村沙友理[註 9]
    - 2020年4月30日（29日深夜） - 梅澤美波[註 9]
    - 2020年5月7日（6日深夜） - 寺田蘭世[註 9]
    - 2020年5月14日（13日深夜） - 山下美月[註 9]
    - 2020年5月21日（20日深夜） - 堀未央奈[註 9]
    - 2020年5月28日（27日深夜） - 樋口日奈[註 9]
    - 2020年6月4日（3日深夜） - 與田祐希[註 9]
    - 2020年6月11日（10日深夜） - 生田繪梨花[註 9]
    - 2020年6月18日（17日深夜） - 星野南[註 9]
    - 2020年6月25日（24日深夜） - 中田花奈[註 9]
    - 2020年7月2日（1日深夜） - 早川聖來
    - 2020年7月9日（8日深夜） - 北野日奈子
    - 2020年7月16日（15日深夜） - 大園桃子
    - 2020年7月23日（22日深夜） - 秋元真夏、遠藤櫻、賀喜遙香
    - 2020年7月30日（29日深夜） - 和田真彩
    - 2020年8月6日（5日深夜） - 與田祐希
    - 2020年8月13日（12日深夜） - 久保史緒里
    - 2020年8月20日（19日深夜） - 高山一實
    - 2020年8月27日（26日深夜） - 賀喜遙香
    - 2020年9月3日（2日深夜） - 寺田蘭世[註 10]
    - 2020年9月10日（9日深夜） - 秋元真夏、久保史緒里、早川聖來[註 11]
    - 2020年9月17日（16日深夜） - 映像研特集[註 12]：齋藤飛鳥、梅澤美波、山下美月
    - 2020年10月1日（30日深夜） - 中田花奈
    - 2020年10月8日（7日深夜） - 北野日奈子
    - 2020年10月15日（14日深夜） - 星野南
    - 2020年10月22日（21日深夜） - 特備節目 / 乃木坂46白石麻衣的All Night Nippon（乃木坂46白石麻衣のオールナイトニッポン）[註 12]：白石麻衣、秋元真夏、大園桃子、松村沙友理[註 13]
    - 2020年10月29日（28日深夜） - 梅澤美波
    - 2020年11月5日（4日深夜） - 和田真彩
    - 2020年11月12日（11日深夜） - 鈴木絢音
    - 2020年11月19日（18日深夜） - 賀喜遙香
    - 2020年11月26日（25日深夜） - 寺田蘭世
    - 2020年12月3日（2日深夜） - 弓木奈於
    - 2020年12月10日（9日深夜） - 阪口珠美
    - 2020年12月17日（16日深夜） - 生田繪梨花
    - 2020年12月31日（30日深夜） - 久保史緒里
    - 2021年1月7日（6日深夜） - 早川聖來
    - 2021年1月14日（13日深夜） - 大園桃子[註 9]
    - 2021年1月21日（20日深夜） - 高山一實[註 9]
    - 2021年1月28日（27日深夜） - 山下美月[註 9]
    - 2021年2月4日（3日深夜） - 賀喜遙香[註 9]
    - 2021年2月11日（10日深夜） - 寺田蘭世[註 9]
    - 2021年2月18日（17日深夜） - 星野南[註 9]
    - 2021年2月25日（24日深夜） - 秋元真夏[註 9]
    - 2021年3月4日（3日深夜） - 梅澤美波[註 9]
    - 2021年3月11日（10日深夜） - 和田真彩[註 9]
    - 2021年3月18日（17日深夜） - 與田祐希[註 9]
    - 2021年3月25日（24日深夜） - 堀未央奈
    - 2021年4月1日（31日深夜） - 北野日奈子
    - 2021年4月8日（9日深夜） - 佐藤璃果
    - 2021年4月15日（14日深夜） - 大園桃子
    - 2021年4月22日（21日深夜） - 梅澤美波
    - 2021年4月29日（28日深夜） - 久保史緒里[註 9]
    - 2021年5月13日（12日深夜） - 早川聖來[註 9]
    - 2021年5月20日（19日深夜） - 伊藤純奈、渡邊米麗愛[註 9]
    - 2021年5月27日（26日深夜） - 柴田柚菜[註 9]
    - 2021年6月3日（2日深夜） - 弓木奈於[註 9]
    - 2021年6月10日（9日深夜） - 樋口日奈、遠藤櫻[註 9]
    - 2021年6月17日（16日深夜） - 與田祐希[註 9]
    - 2021年6月24日（23日深夜） - 矢久保美緒
    - 2021年7月1日（30日深夜） - 賀喜遙香
    - 2021年7月8日（7日深夜） - 松村沙友理
    - 2021年7月15日（14日深夜） - 早川聖來[註 14]
    - 2021年7月22日（21日深夜） - 山下美月[註 9]
    - 2021年7月29日（28日深夜） - 佐藤璃果[註 9]
    - 2021年8月5日（4日深夜） - 梅澤美波[註 9]
    - 2021年8月12日（11日深夜） - 田村真佑[註 9]
    - 2021年8月19日（18日深夜） - 大園桃子[註 9]
    - 2021年8月26日（25日深夜） - 柴田柚菜[註 9]
    - 2021年9月2日（1日深夜） - 高山一實[註 9]
    - 2021年9月9日（8日深夜） - 久保史緒里[註 9]
    - 2021年9月16日（15日深夜） - 和田真彩[註 9]
    - 2021年9月23日（22日深夜） - 賀喜遙香[註 9]
    - 2021年9月30日（29日深夜） - 早川聖來[註 9]
    - 2021年10月7日（6日深夜） - 秋元真夏
    - 2021年10月14日（13日深夜） - 弓木奈於
    - 2021年10月21日（20日深夜） - 寺田蘭世
    - 2021年10月28日（27日深夜） - 與田祐希
    - 2021年11月4日（3日深夜） - 生田繪梨花
    - 2021年11月11日（10日深夜） - 高山一實
    - 2021年11月18日（17日深夜） - 上柳昌彥（日语：上柳昌彦）（自由播報員，日本放送晨間情報節目《拂曉之時（日语：上柳昌彦 あさぼらけ）》主持人，新內在日本放送的前輩）
    - 2021年11月25日（24日深夜） - 和田真彩、弓木奈於
    - 2021年12月2日（1日深夜） - 梅澤美波、佐藤楓
    - 2021年12月9日（8日深夜） - 北野日奈子、鈴木絢音
    - 2021年12月16日（15日深夜） - 秋元真夏、遠藤櫻
    - 2021年12月23日（22日深夜） - 向井葉月、山下美月
    - 2021年12月30日（29日深夜） - 賀喜遙香、北川悠理
    - 2022年1月6日（5日深夜） - 清宮玲、筒井彩萌、松尾美佑[註 15]
    - 2022年1月13日（12日深夜） - 金川紗耶、佐藤璃果
    - 2022年1月20日（19日深夜） - 尾關梨香（櫻坂46）、松田好花（日向坂46）[註 16]
    - 2022年1月27日（26日深夜） - 久保史緒里（新內後繼的主持人選）
    - 2022年2月3日（2日深夜） - 秋元真夏、松村沙友理

### 久保主持時期
- 常規主持人：久保史緒里
  - 主要由久保單獨主持，部分集數搭配一至多名成員共同出演。
    - 2022年3月3日（2日深夜） - 秋元康（乃木坂46總製作人）
    - 2022年3月24日（23日深夜） - 秋元真夏
    - 2022年4月21日（20日深夜） - 乃木坂46東北祭：鈴木絢音、佐藤璃果
    - 2022年6月2日（1日深夜） - 賀喜遙香
    - 2022年6月16日（15日深夜） - 山下美月
    - 2022年6月23日（22日深夜） - 金川紗耶
    - 2022年7月7日（6日深夜） - 山崎怜奈
    - 2022年7月28日（27日深夜） - 伊藤理理杏、岩本蓮加、阪口珠美、佐藤楓、中村麗乃、向井葉月、吉田綾乃克莉絲蒂（久保罹患Covid-19的代班者）
    - 2022年9月1日（8月31日深夜） - 金川紗耶
    - 2022年10月20日（19日深夜） - 樋口日奈
    - 2022年11月3日（2日深夜） - 菅井友香（櫻坂46成員）
    - 2022年11月24日（23日深夜） - 和田真彩
    - 2022年12月1日（30日深夜） - 遠藤櫻、田村真佑
    - 2022年12月8日（7日深夜） - 梅澤美波、與田祐希
    - 2022年12月22日（21日深夜） - 齋藤飛鳥、岩本蓮加、與田祐希
    - 2023年2月23日（22日深夜） - 秋元真夏
    - 2023年3月23日（22日深夜） - 鈴木絢音
    - 2023年3月30日（29日深夜） - 一之瀨美空、川崎櫻
    - 2023年4月6日（5日深夜） - 早川聖來
    - 2023年4月20日（19日深夜） - 伊藤理理杏、林瑠奈

## 主要环节

### 過往环节
给2推的心排毒！这个女人就是那样的女人（2推しの心のデトックス! こういう女がいるいる女）
这个世上存在着在各方面令人嗤鼻的女人，本环节对她们的言行举止进行介绍。
妄想“恋爱巴士”迷场面。
非常喜欢综艺节目《戀愛巴士》的新内，如果有一天参与到节目中，坐上恋爱巴士的话…。由此介绍听众们投稿的幻想小故事。
此外，还有介绍4期生的环节。

## 代理節目
- 2020年1月2日（1日深夜） - 橋本環奈
- 2020年9月24日（23日深夜） - 漫才高峰會（出演者：三明治人、KNIGHTS（日语：ナイツ (お笑いコンビ)）、中川家（日语：中川家），為「搞笑廣播明星週」特備系列節目的一環）
- 2021年5月6日（5日深夜） - 奶油濃湯
- 2022年3月31日（30日深夜） - 藤井風
- 2022年9月15日（14日深夜） - Ado
- 2023年1月5日（4日深夜） - MIYAVI

### 脚注
1. ↑  日語原名為（Main Personality）
2. ↑  日語原名為（Regular Personality）
3. ↑  因節目基本為深夜直播，未滿18歲的成員出演時會使用錄播。
4. ↑  日本放送在該週播出「Music Week」帶狀特備節目。
5. ↑  由於新內隨同其他成員前往上海準備演唱會之演出，因此該週由OG（已畢業成員）共同演出，新內僅透過電話連線演出。
6. 1 2  未全程參與。
7. ↑  因文化放送節目《RECOMMEN!》的現場主持工作較晚演出。
8. ↑  北野日奈子原本亦預定出演，因罹患流感而取消。
9. 1 2 3 4 5 6 7 8 9 10 11 12 13 14 15 16 17 18 19 20 21 22 23 24 25 26 27 28 29 30 31 32 33 34 35 36 37 38 39 40  本集因應新型冠狀病毒疫情，日本政府對東京都等地發布緊急事態宣言（緊急狀態），包含擔任主持的新內在內的出演者均改為遠端出演的方式登場，同時停止SHOWROOM的棚內即時直播。
10. ↑  本集受新型冠狀病毒疫情影響，因與田祐希、佐藤楓兩位成員接受PCR檢查為陽性，包含擔任主持的新內在內的出演者均改為遠端出演的方式登場，同時停止SHOWROOM的棚內即時直播。
11. ↑  從日本放送的「想像播音間」播出。該集停止SHOWROOM的棚內即時直播。
12. 1 2  新內本集休演。
13. ↑  途中出演。
14. ↑  適逢團體在大阪舉行公演（盛夏的全國巡演2021），該集從大阪播出，亦停止SHOWROOM的棚內即時直播。
15. ↑  該集為錄播，緣此停止SHOWROOM的棚內即時直播。
16. ↑  該集停止SHOWROOM的棚內即時直播。